# Центрированное квадратное число
Центрированное квадратное число — это центрированное полигональное число, которое представляет квадрат с точкой в центре и все остальные окружающие точки, находящиеся на квадратных слоях.
Таким образом, каждое центрированное квадратное число равно числу точек внутри данного расстояния в кварталах от центральной точки на квадратной решётке. Центрированные квадратные числа, как и фигурные числа, имеют мало практических приложений, если вообще имеют, но они изучаются в занимательной математике за элегантные геометрические и арифметические свойства.
Фигуры для первых четырёх центрированных квадратных чисел показаны ниже:
|                           |  |                           |  |                            |  |                            |
| {\displaystyle C_{4,1}=1} |  | {\displaystyle C_{4,2}=5} |  | {\displaystyle C_{4,3}=13} |  | {\displaystyle C_{4,4}=25} |

## Связь с другими фигурными числами
n-ое центрированное квадратное число задаётся формулой
{\displaystyle C_{4,n}=n^{2}+(n-1)^{2}.}
Другими словами, центрированное квадратное число — это сумма двух последовательных квадратов. Следующие диаграммы демонстрируют формулу:
|                           |  |                             |  |                             |  |                              |
| {\displaystyle C_{4,1}=1} |  | {\displaystyle C_{4,2}=1+4} |  | {\displaystyle C_{4,3}=4+9} |  | {\displaystyle C_{4,4}=9+16} |

Формулу можно представить следующим образом
{\displaystyle C_{4,n}={(2n-1)^{2}+1 \over 2};}
таким образом, n-ое центрированное квадратное число равно половине n-го нечётного квадрата + 1/2, что иллюстрируется ниже:
|                                 |  |                                 |  |                                  |  |                                  |
| {\displaystyle C_{4,1}=(1+1)/2} |  | {\displaystyle C_{4,2}=(9+1)/2} |  | {\displaystyle C_{4,3}=(25+1)/2} |  | {\displaystyle C_{4,4}=(49+1)/2} |

Как и другие центрированные полигональные числа, центрированные квадратные числа могут быть выражены в треугольных числах:
{\displaystyle C_{4,n}=1+4\,T_{n-1},}
где
{\displaystyle T_{n}={n(n+1) \over 2}={n^{2}+n \over 2}={n+1 \choose 2}}
есть n-ое треугольное число. Это легко увидеть, если просто удалить центральную точку и разделить оставшиеся на четыре треугольника, как ниже:
|                           |  |                                     |  |                                     |  |                                      |
| {\displaystyle C_{4,1}=1} |  | {\displaystyle C_{4,2}=1+4\times 1} |  | {\displaystyle C_{4,3}=1+4\times 3} |  | {\displaystyle C_{4,4}=1+4\times 6.} |

Разность между двумя последовательными восьмиугольными числами есть центрированное квадратное число (Conway and Guy, p. 50).

## Свойства
Первые несколько центрированных квадратных чисел:
1, 5, 13, 25, 41, 61, 85, 113, 145, 181, 221, 265, 313, 365, 421, 481, 545, 613, 685, 761, 841, 925, 1013, 1105, 1201, 1301, 1405, 1513, 1625, 1741, 1861, 1985, 2113, 2245, 2381, 2521, 2665, 2813, 2965, 3121, 3281, 3445, 3613, 3785, 3961, 4141, 4325, …
Все центрированные квадратные числа нечётны, и последняя цифра в десятичном представлении дает последовательность 1-5-3-5-1.
Все центрированные квадратные числа и их делители дают остаток 1 при делении на 4.
Отсюда все центрированные квадратные числа и их делители сравнимы с 1 или 5 по модулю 6, 8 или 12.
Все центрированные квадратные числа, за исключением 1, есть гипотенуза в одном из пифагоровой тройке (например, 3-4-5, 5-12-13).

### Центрированные квадратные простые
Центрированные квадратные простые — это центрированные квадратные числа, являющиеся также простыми. В отличие от обычных квадратных чисел, которые никогда не являются простыми, несколько центрированных квадратных чисел просты.
Несколько первых центрированных квадратных простых:
5, 13, 41, 61, 113, 181, 313, 421, 613, 761, 1013, 1201, 1301, 1741, 1861, 2113, 2381, 2521, 3121, 3613, …
Замечательный пример можно увидеть в магическом квадрате 10-го столетия ал-Антаакии.